# Kapenta
Tanganyikasardin är två fiskarter kapenta (Limnothrissa miodon) och dagasill (Stolothrissa tanganicae) som båda är små planktonätande, pelagiska, sötvattenssillar som ursprungligen hör hemma i Tanganyikasjön i Östafrika.
Där simmar de i stora stim och utgör huvuddelen av sjöns fiskbestånd. De livnär sig på hoppkräftor och möjligen maneter och utgör i sin tur näring åt fyra arter av det likaledes endemiska rovfisksläktet lates. Liksom många andra arter i sjön har tanganyikasardinerna drabbats av utfiskning. Limnothrissa miodon har å andra sidan framgångsrikt introducerats i andra afrikanska sjöar som Karibasjön (Zambia/Zimbabwe) och Cahora Bassa (Moçambique) där en stor fiskeindustri vuxit fram.
Bland många lokala namnvarianter kan nämnas kapenta (Zambia) och dagaa eller ndgaa på andra orter.